# Вурманкасы (Орининское сельское поселение)
Вурманкасы́ (чув. Вăрманкас) — деревня в Моргаушском районе Чувашской Республики. Входит в состав Орининского сельского поселения.

## География
Находится в северо-западной части Чувашии, на расстоянии приблизительно 3 км на север по прямой от районного центра села Моргауши.

## История
Известна с 1795 года как выселок деревни Большая Аринина (ныне Семенькасы) с 10 дворами. В 1858 году было учтено 22 двора и 107 жителей, в 1906 — 40 дворов и 206 жителей, 1926 — 50 дворов и 239 жителей, 1939 — 251 житель, 1979 — 182. В 2002 году было 54 двора, в 2010 — 42 домохозяйства. В 1931 году был образован колхоз им. Молотова, в 2010 действовал СПК «Оринино».

## Население
Постоянное население составляло 141 человек (чуваши 99 %) в 2002 году, 119 — в 2010.